# Nationalliga A (Eishockey) 1945/46
Die Saison 1945/1946 war die achte reguläre Austragung der Nationalliga A, der höchsten Schweizer Spielklasse im Eishockey. Der HC Davos wurde nach sechs Spieltagen Schweizer Meister.

## Modus
Jede der sieben Mannschaften spielte einmal gegen jeden Gruppengegner, wodurch die Gesamtanzahl der Spiele pro Mannschaft sechs betrug. Meister wurde der Gewinner der Hauptrunde. Für einen Sieg erhielt jede Mannschaft zwei Punkte, bei einem Unentschieden einen Punkt. Bei einer Niederlage erhielt man keine Punkte.

## Abschlusstabelle
| Pl. | Team                      | Sp. | S | U | N | Tore  | Pkt. |
| --- | ------------------------- | --- | - | - | - | ----- | ---- |
| 1.  | HC Davos                  | 6   | 5 | 1 | 0 | 30:8  | 11   |
| 2.  | EHC Basel-Rotweiss        | 6   | 4 | 1 | 1 | 20:10 | 9    |
| 3.  | EHC Arosa                 | 6   | 4 | 1 | 1 | 22:18 | 9    |
| 4.  | Zürcher SC                | 6   | 3 | 0 | 3 | 15:16 | 6    |
| 5.  | Young Sprinters Neuchâtel | 6   | 2 | 1 | 3 | 26:29 | 5    |
| 6.  | Montchoisi Lausanne       | 6   | 1 | 0 | 5 | 14:23 | 2    |
| 7.  | SC Bern                   | 6   | 0 | 0 | 6 | 11:34 | 0    |

Der HC Davos dominierte die Liga mit fünf Siegen und einem Unentschieden in sechs Spielen bei einem Torverhältnis von 30:8 und gewann damit den 18. Schweizer Meistertitel der Vereinsgeschichte.